# Планетарна туманність

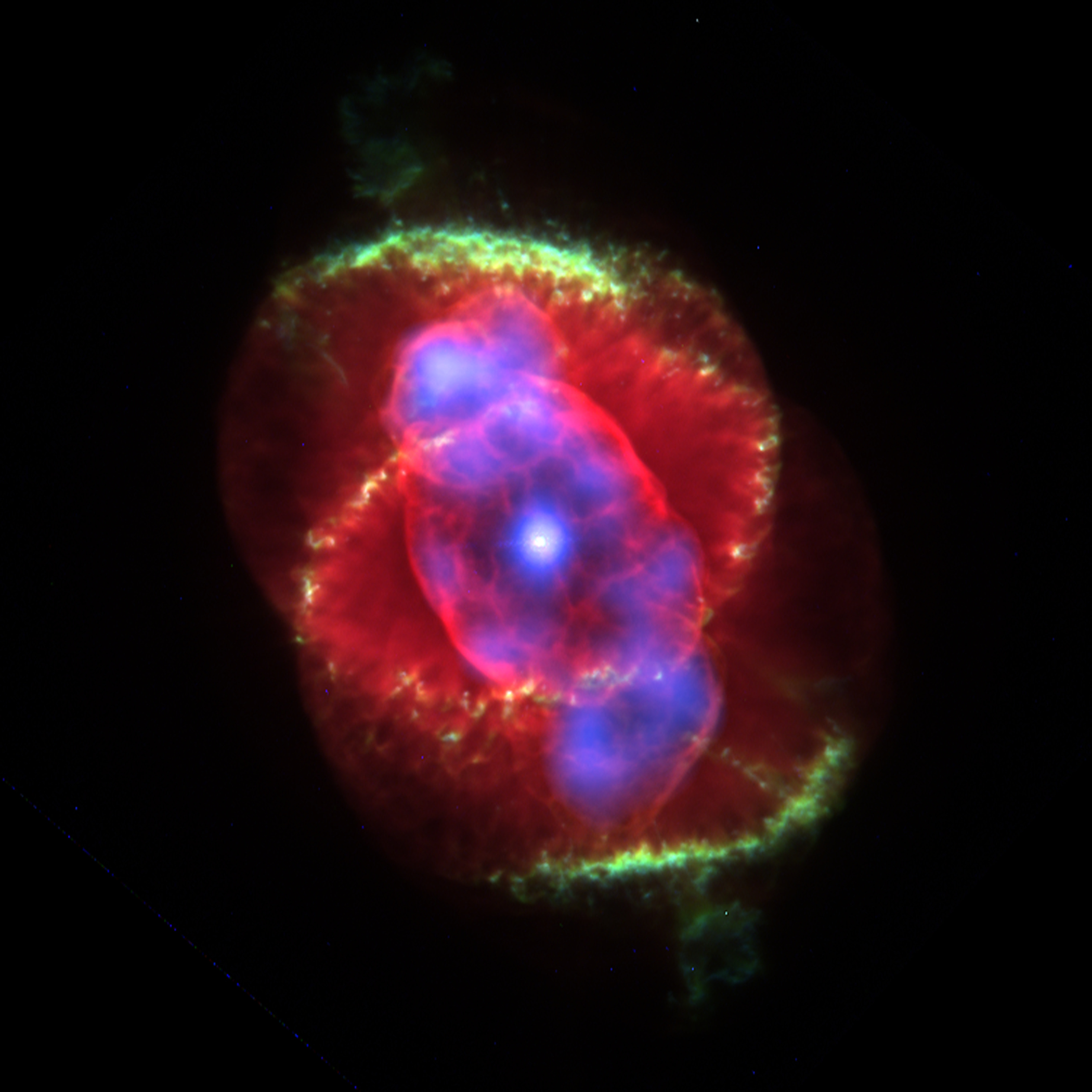
NGC 6543, Туманність Котяче Око — внутрішня ділянка, зображення в псевдокольорах (червоний — H_{α}; синій — нейтральний кисень, 630 нм; зелений — іонізований азот, 658,4 нм).

Планета́рна тума́нність — астрономічний об'єкт, що складається з іонізованої газової оболонки й центральної зорі — гарячого білого карлика, що збуджує світіння туманності. Планетарні туманності утворюються внаслідок скидання зовнішніх шарів (оболонок) червоних гігантів масою 2,5—8 M☉ на завершальній стадії їхньої еволюції. Планетарна туманність — швидкоплинне явище (за астрономічними мірками), що триває лише кілька десятків тисяч років (тоді як зоря існує мільярди років). У Чумацькому Шляху виявлено близько 1500 планетарних туманностей.
Процес утворення планетарних туманностей, разом зі спалахами наднових, відіграє важливу роль в хімічній еволюції галактик, викидаючи в міжзоряний простір речовину, збагачену важкими елементами — продуктами зоряного нуклеосинтезу.
Останніми роками за допомогою знімків, отриманих космічним телескопом Габбл, вдалося з'ясувати, що багато планетарних туманностей мають дуже складну й своєрідну структуру. Попри те, що приблизно п'ята частина з них має кулясту форму, більшість не має ніякої симетрії. Механізми, завдяки яким утворюється таке розмаїття форм, остаточно не з'ясовано. Вважається, що велику роль у цьому можуть грати взаємодія зоряного вітру у подвійних зорях, магнітного поля і міжзоряного середовища.

## Історія досліджень

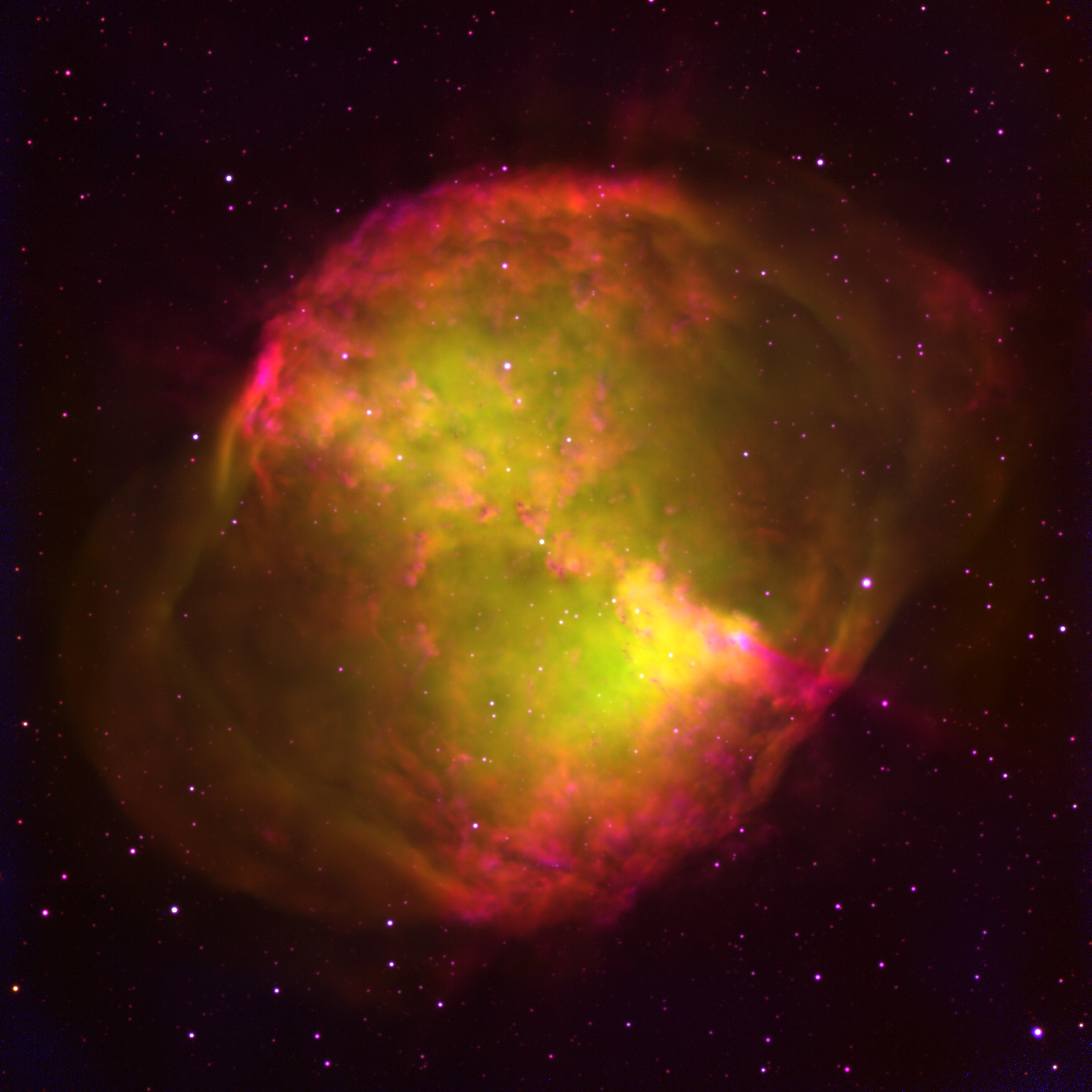
Туманність Гантель в умовних кольорах

Планетарні туманності є здебільшого тьмяними об'єктами і, зазвичай, не видні неозброєним оком. Першою відкритою планетарною туманністю була туманність Гантель у сузір'ї Лисички: Шарль Месс'є, що шукав комети, під час складання свого каталогу туманностей (нерухомих об'єктів, схожих на комети) 1764 року заніс її до каталогу під номером M27. У 1784 р. Вільям Гершель, першовідкривач Урана, під час складання свого каталогу виділив їх в окремий клас туманностей (class IV nebulae) і запропонував для них термін «планетарна туманність» через їхню видиму схожість з диском планети Уран.
Незвичність природи планетарних туманностей виявилася в середині XIX століття, із початком застосування в спостереженнях методу спектроскопії. Вільям Гаґґінс став першим астрономом, що отримав спектри планетарних туманностей, — об'єктів, що виділялися своєю незвичністю:

«Одними з найзагадковіших із цих чудових об'єктів є ті, які при телескопічному спостереженні мають вигляд круглих або трохи овальних дисків… Чудовий і їхній зеленувато-блакитний колір, надзвичайно рідкісний для одиночних зір. Крім того, в цих туманностях немає ознак центрального згущення. За цими ознаками планетарні туманності різко виділяються як об'єкти, яким мають властивості, котрі абсолютно відрізняються від властивостей Сонця й нерухомих зір. Із цих міркувань, а також завдяки їх яскравості, я вибрав ці туманності як найвідповідніші для спектроскопічного дослідження».

При вивченні Гаґґінсом спектрів туманностей NGC 6543 (Котяче Око), M27 (Гантель), M57 (кільцева туманність у Лірі) і деяких інших, виявилось, що їх спектр надзвичайно відрізняється від спектрів зір: усі отримані на той час спектри зір були спектрами поглинання (безперервний спектр з великою кількістю темних ліній), тоді як спектри планетарних туманностей виявилися спектрами з невеликою кількістю емісійних ліній. Це означало, що їх природа докорінно відрізняється від природи зір:

Поза сумнівом, що туманності 37 H IV (NGC 3242), Struve 6 (NGC 6572), 73 H IV (NGC 6826), 1 H IV (NGC 7009), 57 M, 18 H. IV (NGC 7662) і 27 M не можуть більше вважатися скупченнями зір такого типу як наше Сонце. <…> ці об'єкти мають особливу структуру, яка їх відрізняє<.> ми, ймовірно, повинні вважати ці об'єкти величезними масами газу або пари, що світиться.

Іншою проблемою був хімічний склад планетарних туманностей: Гаґґінс шляхом порівняння з еталонними спектрами зумів ідентифікувати лінії азоту й водню, проте найяскравіша з ліній з довжиною хвилі 500,7 нм не спостерігалася в спектрах відомих тоді хімічних елементів. Було висунуто припущення, що ця лінія відповідає невідомому елементу. Йому навіть дали назву небулій — за аналогією з ідеєю, що привела до відкриття гелію внаслідок спектрального аналізу Сонця 1868 року, а відповідні лінії в спектрах отримали назву небулярних.
Проте припущення про відкриття нового елементу не підтвердилися. На початку XX століття Генрі Норріс Расселл висунув гіпотезу про те, що лінія на 500,7 нм відповідає не новому елементу, а старому в невідомих умовах.
У 20-х роках XX століття було доведено, що в дуже розріджених газах атоми й іони можуть переходити в збуджені метастабільні стани, які при більшій щільності не можуть існувати тривалий час (через часті зіткнення частинок між собою). 1927 року Бовен ідентифікував лінію 500,7 нм як таку, що виникає під час переходу двічі іонізованого атома кисню з метастабільного стану в основний (OIII). Спектральні лінії такого типу можна спостерігати лише за дуже низької густини. Їх називають забороненими лініями. Таким чином, спектроскопічні спостереження дали можливість оцінити верхню межу щільності газу туманностей. Разом із тим, спектри планетарних туманностей, отримані на щілистих спектрометрах, показали «злами» й розщеплення ліній унаслідок допплерівського зсуву ділянок туманності, що рухаються з різною швидкістю, що дозволило оцінити швидкістю розширення планетарних туманностей — близько 20—40 км/с.
Незважаючи на докладне розуміння будови, складу й механізму випромінювання планетарних туманностей, питання про їхнє походження залишалося відкритим до середини 50-х років XX століття, поки І. С. Шкловський не звернув увагу, що коли екстраполювати параметри планетарних туманностей до початку їхнього розширення, то отриманий набір параметрів збігається з властивостями атмосфер червоних гігантів, а властивості їхніх ядер — з властивостями гарячих білих карликів. Ця теорія походження планетарних туманностей підтверджена численними спостереженнями й розрахунками.
До кінця XX століття вдосконалення технологій дозволило детальніше вивчити планетарні туманності. Космічні телескопи дозволили досліджувати їхні спектри поза межами видимого діапазону, що неможливо було зробити раніше, спостерігаючи їх з поверхні Землі. Спостереження в інфрачервоному й ультрафіолетовому діапазонах хвиль дали нову, набагато точнішу оцінку температури, густини й хімічного складу планетарних туманностей. Застосування технології ПЗС-матриць дозволило проводити аналіз істотно менш чітких спектральних ліній. Використання космічного телескопа Габбл розкрило надзвичайно складну структуру планетарних туманностей, що раніше вважалися простими й однорідними.
У спектральній класифікації зір для спектрів планетарних туманностей виділено окремий клас P, хоча таке позначення рідко застосовується на практиці.

## Походження

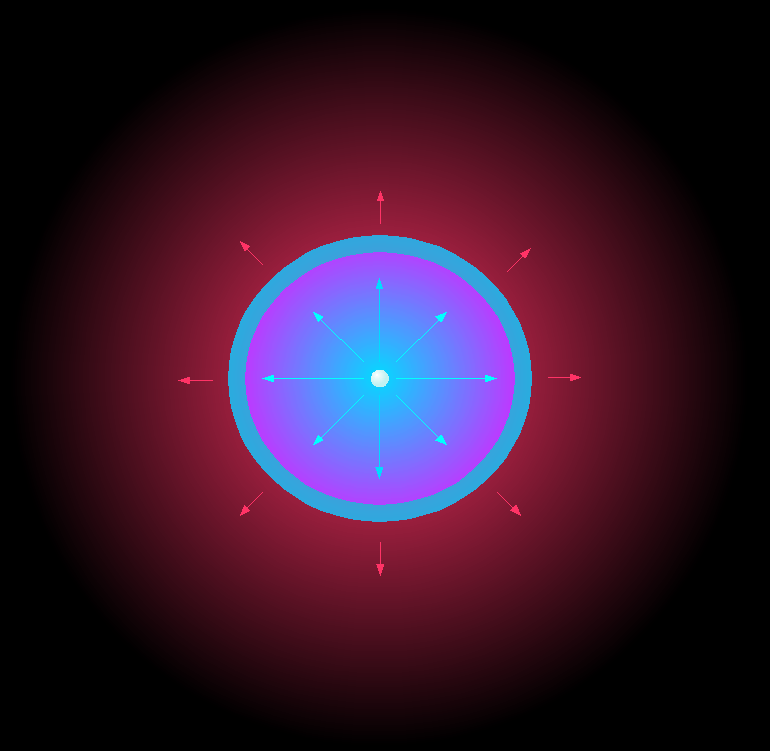
Будова симетричної планетарної туманності. Швидкий зоряний вітер (блакитні стрілки) гарячого білого карлика — ядра туманності (у центрі), стикаючись з скинутою оболонкою — повільним зоряним вітром червоного гіганта (червоні стрілки), створює щільну оболонку (блакитного кольору), яка світиться під впливом ультрафіолетового випромінювання ядра.

Планетарні туманності є завершальним етапом еволюції для багатьох зір. Наше Сонце є зорею середнього розміру, лише небагато зір перевершують його за масою. Зорі з масою у декілька разів більше сонячної на завершальному етапі існування вибухають як наднові. Зорі проміжної й малої маси в кінці еволюційного шляху створюють планетарні туманності.
Типова зоря масою близько сонячної світить упродовж більшої частини свого існування завдяки реакціям термоядерного синтезу гелію з водню в її ядрі. Енергія, що вивільняється в цих реакціях, підтримує високу температуру й тиск у надрах зорі й утримує її від колапсу під дією власного тяжіння, роблячи її тим самим стабільною.
Після кількох мільярдів років запас водню в ядрі вичерпується, температура зменшується, тиск стає недостатнім для утримання зовнішніх шарів. Ядро починає стискатися і, внаслідок цього, знову нагрівається. На сучасному етапі еволюції температура ядра Сонця становить приблизно 15 млн K, а після того, як запас водню буде вичерпано, стиснення ядра призведе до збільшення його температури. При цьому зовнішні шари охолоджуються й значно збільшуються в розмірах через дуже високу температуру ядра. Зоря перетворюється на червоного гіганта. Ядро на цій стадії продовжує стискатися й нагріватися; досягши температури в 100 млн K, починається процес синтезу карбону й оксигену з гелію.
Відновлення термоядерних реакцій дозволяє призупинити подальше стискання ядра. Вигоряння гелію незабаром створює інертне ядро, що складається з вуглецю й кисню, оточене оболонкою з гелію, що горить. Термоядерні реакції за участю гелію дуже чутливі до температури. Швидкість перебігу реакції пропорційна T40, тобто збільшення температури всього на 2 % приведе до подвоєння швидкості перебігу реакції. Це робить зорю дуже нестабільною: незначне збільшення температури викликає швидке збільшення швидкості ходу реакцій, підвищуючи виділення енергії, що, у свою чергу, призводить збільшення температури. Верхні шари гелію, що горить, починають швидко розширюватися, температура знижується, реакція сповільнюється. Така нестабільність може бути причиною потужних пульсацій, іноді досить сильних, щоб викинути значну частину атмосфери зорі в навколишній простір.
Викинутий газ формує навколо оголеного ядра зорі оболонку, яка розширюється. У міру того, як усе більша частина атмосфери відділяється від зорі, відкриваються все глибші й глибші шари з вищими температурами. Коли оголена фотосфера досягає температури 30 000 K, енергія ультрафіолетових фотонів, які випромінюються, стає достатньою для іонізації атомів викинутої речовини, що змушує її світитися. Таким чином, хмара стає планетарною туманністю.

## Тривалість життя

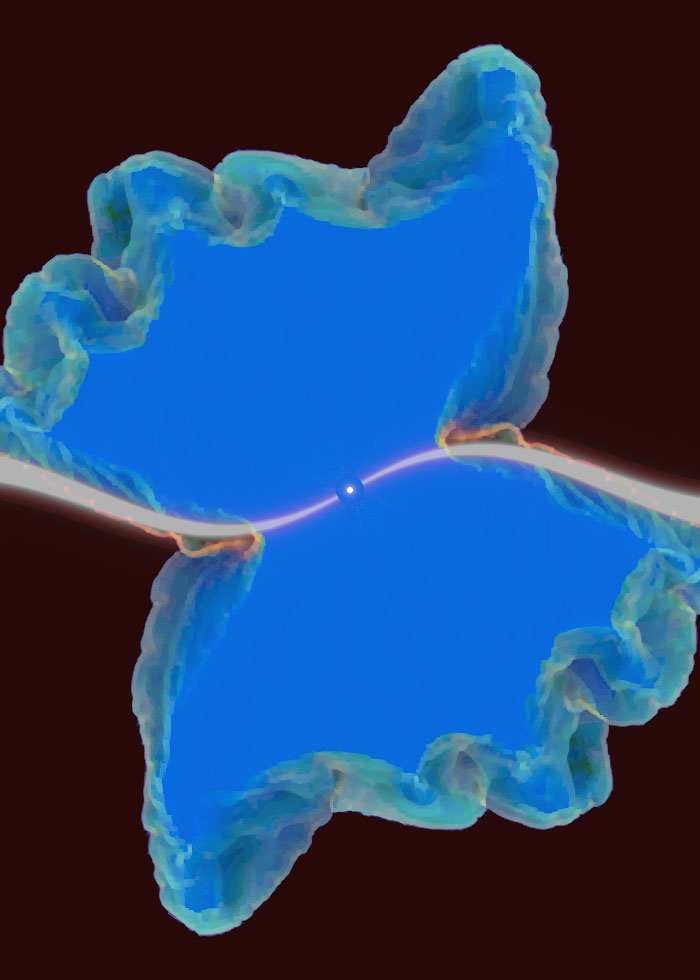
Комп'ютерне моделювання формування планетарної туманності із зорі з диском неправильної форми, що ілюструє, як мала початкова асиметрія може в результаті призвести до утворення об'єкта зі складною структурою.

Речовина планетарної туманності розлітається від центральної зорі зі швидкістю декілька десятків кілометрів на секунду. У той же час, після перетворення речовини центральна зоря остигає, випромінюючи залишки енергії; термоядерні реакції припиняються, оскільки зоря не має достатньої маси для підтримки температури, потрібної для синтезу вуглецю і кисню. Врешті-решт, зоря остигне настільки, що випромінюваного ультрафіолету буде недостатньо для іонізації газової оболонки, яка віддалилася. Речовина в газовій хмарі рекомбінує, стаючи невидимою. Для типової планетарної туманності час від утворення до рекомбінації становить 10 000 років.

## Галактичні переробники
Планетарні туманності відіграють значну роль в еволюції галактик. Ранній Всесвіт складався в основному з водню й гелію, але з часом в результаті термоядерного синтезу в зорях утворилися важчі елементи. Речовина планетарних туманностей має високий вміст вуглецю, азоту й кисню, у міру розширення міжзоряний простір збагачується цими важкими елементами, загалом званими астрономами «металами».
Подальші покоління зір, що формуються з міжзоряної речовини, міститимуть більшу початкову кількість важких елементів; хоча їхня наявність у складі зір залишається невеликою, вони відчутно впливають на еволюцію зір. Зорі, що сформувалися незабаром після утворення Всесвіту, містять відносно малі кількості металів — їх відносять до зір II типу. Зірки, збагачені важкими елементами, належать до зір I типу.

## Характеристики

### Фізичні характеристики
Типова планетарна туманність має середній розмір один світловий рік і складається з сильно розрідженого газу щільністю близько 1000 частинок на см³, що значно менше в порівнянні, наприклад, зі щільністю атмосфери Землі, але приблизно в 10—100 разів більше, ніж щільність міжпланетного простору на відстані орбіти Землі від Сонця. Молоді планетарні туманності мають найбільшу щільність, що іноді досягає 106 частинок на см³. У міру старіння туманностей їхнє розширення приводить до зменшення щільності.
Випромінювання центральної зорі нагріває гази до електронної температури близько 10 000 K. Парадоксально, що температура нерідко підвищується зі збільшенням відстані від центру. Це відбувається тому, що чим більшу енергію має фотон, тим менша ймовірність його поглинання. Тому низькоенергетичні фотони повністю поглинаються внутрішніми ділянками туманності, а до зовнішніх доходять лише ті, які мають високу енергію. Їх поглинання зумовлює більшу температуру цих ділянок.
Туманності поділяють на бідні речовиною та бідні випромінюванням[джерело?]. У першому випадку туманність не має достатньої кількості речовини для поглинання всіх ультрафіолетових фотонів, що випромінюються зорею. Тому видима туманність повністю іонізована. В іншому ж випадку центральна зоря випромінює недостатньо ультрафіолету, щоб іонізувати весь навколишній газ, іонізаційний фронт переходить у нейтральний міжзоряний простір.
Оскільки більша частина газу планетарної туманності іонізована (тобто, є плазмою), на її структуру значно впливає дія магнітних полів, викликаючи такі феномени, як волокнистість і нестабільність плазми.

### Кількість і розподіл
У нашій Галактиці, що складається з 200 мільярдів зір, відомо 1500 планетарних туманностей. Коротка тривалість їх існування, у порівнянні з зоряною, є причиною їхньої малої кількості. В основному, всі вони лежать в площині Чумацького Шляху, переважно зосереджуються поблизу центра галактики, і практично не спостерігаються в зоряних скупченнях.
Використання ПЗС-матриць замість фотоплівки в астрономічних дослідженнях дозволило значно розширити список відомих планетарних туманностей[джерело?].

### Структура

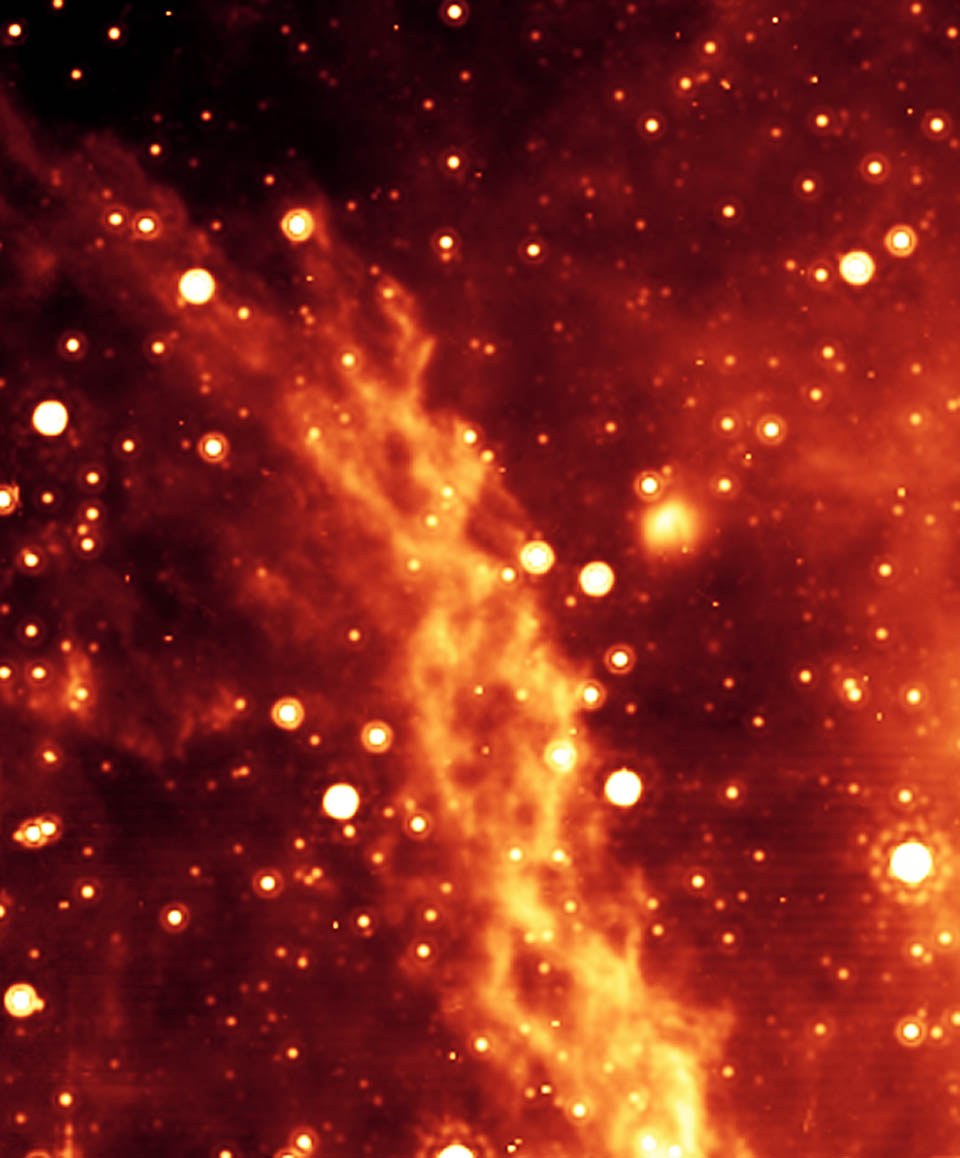
Біполярна планетарна туманність

Чимало планетарних туманностей симетричні або мають майже сферичний вигляд, що не заважає їм набувати багато дуже складних форм. Приблизно 10 % планетарних туманностей практично біполярні, і лише мала їхня кількість асиметричні. Відома навіть прямокутна планетарна туманність. Причини такого розмаїття форм до кінця не з'ясовано, але вважається, що велику роль може відігравати гравітаційна взаємодія зір у подвійних системах. За іншою версією, рівномірне розтікання речовини під час утворення туманностей порушують екзопланети. У січні 2005 року американські астрономи оголосили про перше виявлення магнітних полів навколо центральних зір двох планетарних туманностей, а потім висунули припущення, що саме вони частково або повністю відповідальні за форму цих туманностей. Істотна роль магнітних полів у планетарних туманностях була передбачена Грогором Гурзадяном ще в 1960-ті роки. Є також припущення, що біполярна форма може бути обумовлена взаємодією ударних хвиль від розповсюдження фронту детонації в шарі гелію на поверхні білого карлика, що формується (наприклад, в туманностях Котяче Око, Пісочний Годинник, Мураха).

## Поточні питання у вивченні планетарних туманностей
Одна з проблем у вивченні планетарних туманностей — точне визначення відстані до них. Для деяких довколишніх планетарних туманностей можливо обчислити відстань, використовуючи виміри паралаксу розширення: знімки з високою роздільною здатністю, отримані за декілька років, показують розширення туманності перпендикулярно до променя зору, а спектроскопічний аналіз доплерівського зсуву дає змогу обчислити швидкість розширення вздовж променя зору. Порівняння кутового розширення з отриманою швидкістю розширення зробить можливим обчислення відстані до туманності.
Існування такого розмаїття форм туманностей є темою гарячих дискусій. Поширена думка, що причиною цього може бути взаємодія між собою різних фрагментів речовини, які віддаляються від зорі з різною швидкістю. Деякі астрономи вважають, що подвійні зоряні системи відповідальні, принаймні, за найскладніші контури планетарних туманностей. Недавні дослідження підтвердили наявність у декількох планетарних туманностей потужних магнітних полів, припущення про що вже неодноразово висувалися. Магнітні взаємодії з іонізованим газом також можуть відігравати деяку роль у становленні форми деяких з них.
Існують дві різні методики оцінки металічності туманностей, що ґрунтуються на різних типах спектральних ліній[джерело?]. Іноді ці два методи дають абсолютно несхожі результати[джерело?]. Деякі астрономи схильні пояснювати це наявністю слабких флуктуацій температури в межах планетарної туманності. Інші вважають, що відмінності в спостереженнях надто разючі, щоб пояснити їх за допомогою температурних ефектів. Вони висувають припущення про існування холодних згустків, що містять дуже малу кількість водню. Проте згустки, наявність яких, на їхню думку, здатна пояснити різницю в оцінці кількості металів, жодного разу не спостерігалися[джерело?].

## Нотатки
1. ↑  Часто замість терміну «термоядерний синтез» уживається термін «горіння», у наведеному випадку — «горіння водню»